# GAZ-62
GAZ-62 は、4 × 4タイプのホイールと、エンジンの上のキャビンを備えたソ連製の全地形対応トラックである。空挺軍向けに生産された特殊車両だった。

## バリエーション
- GAZ-62  … 標準的な生産型
- GAZ-62A… フロントバンパーの後ろにウインチが取り付けられている